# Faik Shatku
Faik Shatku też jako: Faik Dibra (ur. 12 czerwca 1889 w Dibrze, zm. 15 kwietnia 1946 w Tiranie) – albański polityk i prawnik, w latach 1936–1939 minister edukacji, następnie minister sprawiedliwości w rządzie Kosty Kotty.

## Życiorys
Syn kupca Murada Ibrahima Shatku i Adile. W 1912, po zajęciu miasta przez wojska serbskie, opuścił je wraz z rodziną. Po ukończeniu szkoły w Dibrze naukę kontynuował we francuskiej szkole handlowej w Salonikach. Po ukończeniu szkoły rozpoczął studia prawnicze w Stambule, które ukończył w 1922 obroną pracy doktorskiej. W Stambule rozpoczął praktykę adwokacką. W 1924 wraz z rodziną przeniósł się do Tirany.
W maju 1924 rozpoczął pracę w sądzie okręgowym w Elbasanie, a następnie w Korczy. 11 lutego 1925 otrzymał nominację na prokuratora w sądzie okręgowym w Tiranie. W tym samym roku awansował na stanowisko prokuratora generalnego i sekretarza generalnego ministerstwa sprawiedliwości. W ministerstwie sprawiedliwości pracował do 1929.
W wyborach 1936 zdobył mandat deputowanego do parlamentu z okręgu Elbasan. 9 listopada 1936 objął tekę ministra edukacji. Resortem kierował do maja 1938. W tym czasie przeprowadzono reorganizację szkół działających w Albanii, ministerstwo zajęło się także zwalczaniem analfabetyzmu wśród kobiet. 1 czerwca 1938 Shatku objął stanowisko ministra sprawiedliwości, które sprawował do agresji włoskiej na Albanię w kwietniu 1939. Razem z królem Zogiem I opuścił kraj, zamieszkał w Turcji, skąd wiosną 1940 powrócił do kraju. Internowany przez władze włoskie w 1940 trafił do Bari, a następnie do Bergamo.
W maju 1941 powrócił do kraju i objął stanowisko przewodniczącego komisji kontroli, działającej przy pro-włoskim ministerstwie finansów. Był współtwórcą statutu monarchistycznej organizacji Legaliteti. Zmarł w kwietniu 1946 w Tiranie.
Po jego śmierci władze komunistyczne skonfiskowały majątek jego rodziny.

## Życie prywatne
Był żonaty z kobietą o imieniu Rafije.